# نهر بينوبسكوت
نهر بينوبسكوت نهر في ولاية مين الأمريكية. بما في ذلك الفرع الغربي للنهر والفرع الجنوبي، يزيد طول النهر إلى 264 ميل (425 كـم)، مما يجعلها ثاني أطول نظام نهري في ولاية مين والأطول بالكامل في الولاية. يحتوي حوض الصرف الخاص به على 8,610 ميل مربع (22,300 كـم2).
ينشأ من أربعة فروع في عدة بحيرات في شمال وسط ولاية مين والتي تتدفق بشكل عام إلى الشرق. بعد توحيد الفرع الغربي مع الفرع الشرقي في ميدواي يجري النهر 109 ميل (175 كـم) جنوبًا بعد مدينة بانجور حيث تصبح صالحة للملاحة. يصب في المحيط الأطلسي في خليج بينوبسكوت. هو موطن لشعب بينوبسكوت الذين يعيشون في الجزيرة الهندية وتعتبر شريان حياة الناس.